# Prästost

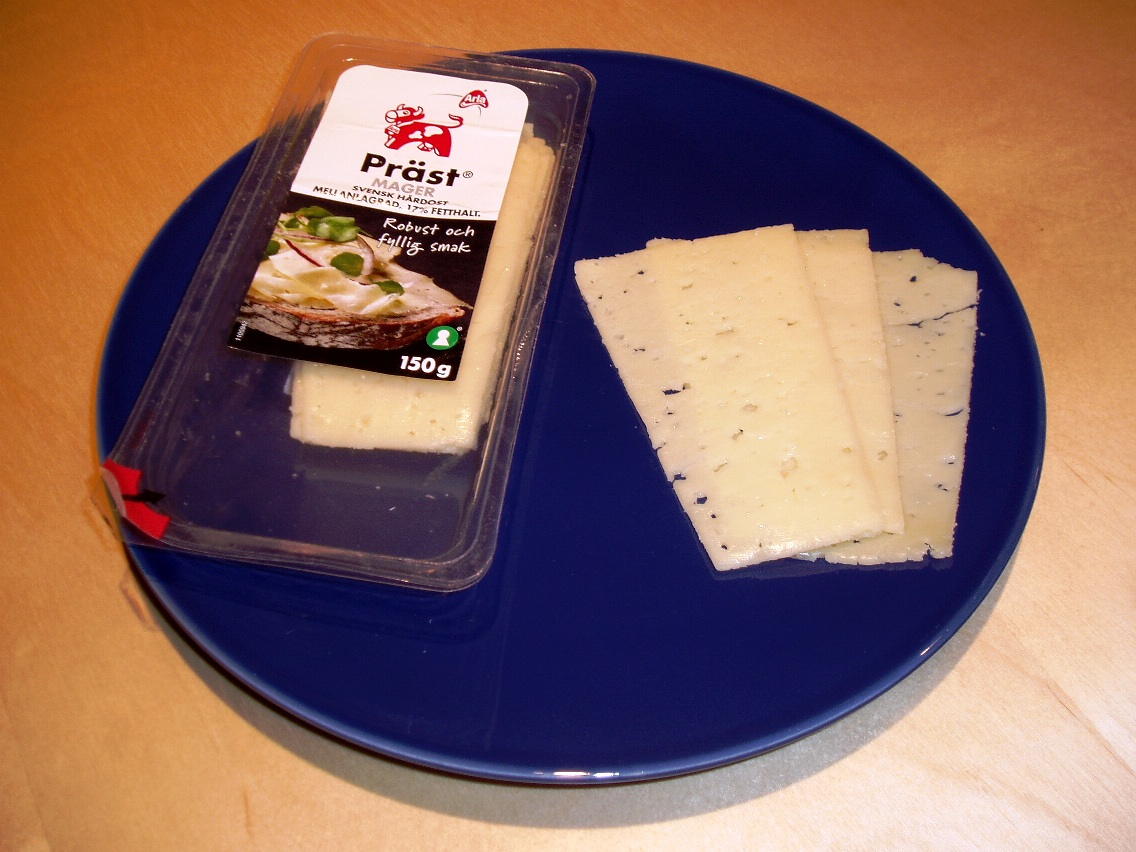
Un paquete de queso Präst.

El Prästost (‘queso del cura’) es un queso sueco con raíces históricas en la antigua costumbre sueca de pagar diezmos con bienes agrícolas, incluyendo leche. De los siglos XVI a XIX fue común que la iglesia hiciera queso con esta leche. Actualmente este estilo de queso antes elaborado en iglesias de toda Suecia se elabora industrialmente a partir de leche de vaca pasteurizada. Al nombre abreviado Präst le concedió la Unión Europea en 2001 la protección de marca registrada.
El Prästost se remoja o cura a veces en whisky u otra bebida alcohólica, siendo una de estas variedades al whisky el Saaland Pfarr. Una versión de Prästost envejecido durante 12 meses y curado en vodka Absolut se ha comercializado como VODCheese.
Un folleto de 1969 del Departamento de Agricultura de los Estados Unidos describe el proceso de elaboración de un estilo de Prästost curado al whisky así:

Se calienta a 32 °C leche entera fresca con cuajo. Cuando el requesón está muy espeso se corta grueso y se pone en un tamiz para permitir que el suero escurra. El requesón se recoge en una tela y se amasa para eliminar más suero. Entonces se mezcla whisky con el requesón, y éste se envasa en una cesta, salpicándose con sal su superficie. La curación se hace en una bodega fresca y húmeda. La tela que lo recubre se cambia diariamente durante 3 días, y el queso se lava entonces con whisky.